# Eonychus subspathulatae
Eonychus subspathulatae är en spindeldjursart som beskrevs av Meyer 1987. Eonychus subspathulatae ingår i släktet Eonychus och familjen Tetranychidae. Inga underarter finns listade i Catalogue of Life.